# Sword of Hope
Sword of Hope släpptes 1991 och är ett datorrollspel till Game Boy, utvecklat av Seika och publicerat av Kemco. Spelet är i första person. En uppföljare, Sword of Hope 2 kom 1996, men gavs aldrig ut i Sverige.
Då spelet gavs ut i Sverige den 25 februari 1993 var det översatt till svenska. Sådant var ovanligt på den tiden. Översättningen är på många ställen bristfällig. Ett exempel är att ordet "chest" (i betydelsen "kista") översätts till "bröst".